# Wellsboro
Wellsboro é um distrito localizado no estado norte-americano de Pensilvânia, no Condado de Tioga.

## Demografia
Segundo o censo norte-americano de 2000, a sua população era de 3328 habitantes.
Em 2006, foi estimada uma população de 3297, um decréscimo de 31 (-0.9%).

## Geografia
De acordo com o United States Census Bureau tem uma área de
12,8 km², dos quais 12,7 km² cobertos por terra e 0,1 km² cobertos por água.

## Localidades na vizinhança
O diagrama seguinte representa as localidades num raio de 28 km ao redor de Wellsboro.